# Євроліга з хокею на траві
Євроліга з хокею на траві – щорічний турнір із хокею на траві серед чоловіків, який організує EHL для клубів Європи. Змагання стартувало в сезоні 2007-08, замінивши Кубок Чемпіонів та Європейський кубок II. В турнірі беруть участь багато гравців виского класу, через що турнір уважається хокейним еквівалентом Ліги чемпіонів УЄФА. Успіх змагання призвів до підвищення інтересу до виду спорту серед ширшого кола глядачів.

## Формат
Участь беруть 24 команди з числа 12 найкращих асоціацій, що є членами Європейської федерації з хокею на траві. Не дивлячись на назву, турнір після першого раунду має формат кубку, а не ліги.

### Кваліфікація
Щороку 24 команди отримують місця в турінрі, залежно від рейтингу національних асоціацій. 1-4 асоціації можуть виставити 3 команди, 5-8 - 2, 9-12 – по одній.
Рейтинг розраховується за результатами участі клубів асоціації у Євролізі та Клубному Трофеї (еквіваленті Ліги Європи УЄФА) за останні три роки. 
Кожна асоціація має виставити свого чемпіона, але, крім нього, має право сама обирати учасників турніру.

### Турнір
Турнір складається з п'яти раундів.

#### Перший раунд
Перший раунд – груповий етап, що складається з 4 груп по три учасники, які грають по одному матчу між собою. Участь беруть треті команди асоціацій 1-4, другі з 5-8 та перші з 9-12 (по 4 команди з кожної групи асоціацій). Найкраща команда кожної групи проходить до другого раунду. Матчі зазвичай відбуваються у перший або другий тиждень жовтня. Ігри відбуваються на двох стадіонах.

#### Другий раунд
Другий раунд (1/8) грається в кубковому форматі. 16 команд проводять між собою по одному матчу за вихід до третього раунду. Участь беруть перші та другі команди з асоціацій 1-4 (8 команд), перші команди асоціацій 5-8 (4 команди) та переможці першого раунду (4 команди). 

#### Третій раунд
За результатами цих матчів 8 команд проходять до третього раунду, де також грають по одному матчу. Поєдинки обох раундів зазвичай проходять на пасхальні вихідні та граються на одному стадіоні.

#### Четвертий та п'ятий раунди
Четвертий (півфінал) та п'ятий (фінал та матч за третє місце) раунди проходять на Вітсан (британську версію Дня Святої Трійці.

## Сезони
| Сезон   | Чемпіон                            | Віце-чемпіон                       |
| ------- | ---------------------------------- | ---------------------------------- |
| 2007–08 | Гамбург                            | ХГС                                |
| 2008–09 | Блюмендаль                         | Гамбург                            |
| 2009–10 | Гамбург                            | Роттердам                          |
| 2010–11 | ХГС                                | Клуб де Кампо                      |
| 2011–12 | Гамбург                            | Амстердам                          |
| 2012–13 | Блюмендаль                         | Дреґонс                            |
| 2013–14 | Гарвестегудер                      | Амстердам                          |
| 2014–15 | Гарвестегудер                      | Оранж Цварт                        |
| 2015–16 | Кампонґ                            | Гамбург                            |
| 2016–17 | Рот-Вайс Кельн                     | Оранж Руд                          |
| 2017–18 | Блюмендаль                         | Кампонґ                            |
| 2018–19 | Ватерлоо                           | Рот-Вайс Кельн                     |
| 2019–20 | Скасовано через пандемію COVID-19. | Скасовано через пандемію COVID-19. |
| 2021    |                                    |                                    |

## Турніри нижчого рівня
Європейська хокейна ліга є найвищим турніром із хокею на траві. Наступним за рівнем є Клубний турнір, третім – Клубний Челлендж 1, четвертим – Клубний Челлендж 2 і так далі. Така структура дає EHL можливість дати шанс усім асоціаціям-членам шанс виставити принаймні одну команду до єврокубків, що допомагає підвищити інтерес до хокею на траві.

## Українські клуби
Україна є членом EHL й має право виставляти свої клуби на участь в єврокубках. В Європейській Хокейній Лізі участь брав лише один український клуб – «Олімпія-Колос-Секвоя» з Вінниці. Дебютувала команда в сезоні 2008–09, в якому була учасником групи С, де зустрічалася з голландським «Амстердамом» та польським «Грюнвальд» з (Познані). Вінничани програли обидва матчі: 0-8 та 2-5, відповідно, і зайняли останнє місце в групі. Вдруге вінницький «ОКС» брав участь у сезоні 2010–11, у групі F, де поступилась 3-4 «Пемброк Вондерерз» та 2-9 голландському «ХГС». Наступного сезону українська команда взяла участь у групі H і поступилася 1-2 російському «Динамо» з Казані та 0-10 голландському «Блюмендалю». На теперішній час це була остання участь Олімпії в Європейській Лізі.